# Svetlana Boldykova
Svetlana Serguéyevna Boldykova –en ruso, Светлана Сергеевна Болдыкова– (Tashtagol, 7 de julio de 1982) es una deportista rusa que compitió en snowboard. Ganó una medalla de plata en el Campeonato Mundial de Snowboard de 2005, en la prueba de eslalon gigante paralelo.
Participó en dos Juegos Olímpicos de Invierno, en la disciplina de eslalon gigante paralelo, ocupando el octavo lugar en Turín 2006 y el 24.º lugar en Vancouver 2010.

## Medallero internacional
| Campeonato Mundial | Campeonato Mundial | Campeonato Mundial | Campeonato Mundial       |
| Año                | Lugar              | Medalla            | Competición              |
| ------------------ | ------------------ | ------------------ | ------------------------ |
| 2005               | Whistler (Canadá)  | Medalla de plata   | Eslalon gigante paralelo |